# Michael Scheffel
Michael Scheffel (* 27. Februar 1958 in Frankfurt am Main) ist ein deutscher Literaturwissenschaftler und Hochschullehrer, Professor für Neuere deutsche Literaturgeschichte und Allgemeine Literaturwissenschaft im Ruhestand.

## Leben
Nach dem Abitur in Frankfurt studierte Scheffel Germanistik, Romanistik und Kunstgeschichte in Tübingen, Tours und Göttingen. Nach seiner Promotion in Göttingen 1988 war er wissenschaftlicher Assistent und Inhaber eines DFG-Habilitanden-Stipendiums an der dortigen Universität und habilitierte sich 1995 im Fach Germanistik. Anschließend war er u. a. Mitarbeiter im Göttinger SFB 'Internationalität nationaler Literaturen'. Von 2002 bis 2024 war er Professor für Allgemeine Literaturwissenschaft und Neuere deutsche Literaturgeschichte an der Bergischen Universität Wuppertal. Zusammen mit Wolfgang Lukas leitet Scheffel die Wuppertaler Arbeitsstelle des in Kooperation mit der Universität Cambridge (UK), der Cambridge University Library und dem Deutschen Literaturarchiv Marbach sowie mit dem Kompetenzzentrum für elektronische Erschließungs- und Publikationsverfahren in den Geisteswissenschaften der Universität Trier durchgeführten und im Akademienprogramm geförderten Forschungsprojekts „Arthur Schnitzler. Digitale historisch-kritische Edition (Werke 1905 bis 1931)“  (www.arthur-schnitzler.de).
Als Gastdozent bzw. Gastprofessor war Scheffel unter anderem an den Universitäten von Birmingham, Coimbra, Dublin, Frankfurt/Main, Lissabon, Pécs, Peking und Szeged tätig. Von 1987 bis 1997 arbeitete er regelmäßig für das Feuilleton der Frankfurter Allgemeinen Zeitung bzw. der Süddeutschen Zeitung sowie die Literaturredaktion des Norddeutschen Rundfunks. Seit 1991 ist er Redakteur der Zeitschrift Text + Kritik, seit 2005 Mitherausgeber der Reihen Schriftenreihe Literaturwissenschaft (WVT) und Allgemeine Literaturwissenschaft und seit 2012 Mitherausgeber von Diegesis. Interdisziplinäres E-Journal für Erzählforschung. Interdisciplinary E-Journal for Narrative Research. Scheffel ist Gründungsmitglied des Zentrums für Erzählforschung (ZEF) und war von Herbst 2008 bis August 2022 Prorektor für Forschung, Drittmittel und Graduiertenförderung der Bergischen Universität.
Michael Scheffel ist der Sohn von Gerda Scheffel und Helmut Scheffel und der Bruder von Tobias Scheffel.

## Schriften

### Monographien
- Magischer Realismus. Die Geschichte eines Begriffes und ein Versuch seiner Bestimmung. Tübingen: Stauffenburg 1990. ISBN 3-923721-46-3.
- Formen selbstreflexiven Erzählens. Eine Typologie und sechs exemplarische Analysen. Tübingen: Niemeyer 1997. ISBN 3-484-18145-1.
- Einführung in die Erzähltheorie. (Zusammen mit Matías Martínez): München: Beck 1999. ISBN 3-406-44052-5; 11., erweiterte und aktualisierte Auflage 2019. Japanische Übers.: Tokio: Hosei University Press, 2006. Spanische Übers.: Introducción a la narratología. Hacia un modelo analítico-descriptivo de la narración ficcional. Traductor Martín Koval. Colección Mitma. Buenos Aires: Las Cuarenta, 2011. Türkische Übers.: Anlatim Teorisine Giris.Ceviren: Arif Üna. Istanbul: Runik Kitab, 2020.
- Arthur Schnitzler. Erzählungen und Romane. Berlin: Schmidt 2015. ISBN 978-3-503-15585-9.

### Herausgaben
- Erschriebene Natur. Internationale Perspektiven auf Texte des 18. Jahrhunderts (= Jahrbuch für Internationale Germanistik. Reihe A, Bd. 66). Bern: Lang 2001. ISBN 3-906767-14-0.
- Stimme(n) im Text. Narratologische Positionsbestimmungen (Zusammen mit Andreas Blödorn und Daniela Langer). Berlin, New York: de Gruyter 2006. ISBN 3-11-018571-7.
- Ästhetische Transgressionen. Festschrift für Ulrich Ernst zum 60. Geburtstag (Zusammen mit Silke Grothues und Ruth Sassenhausen). Trier: WVT 2006. ISBN 3-88476-792-5.
- Ambivalenz und Kohärenz. Untersuchungen zur narrativen Sinnbildung (Zusammen mit Julia Abel und Andreas Blödorn). Trier: WVT 2009. ISBN 978-3-86821-138-2.
- Klassiker der modernen Literaturtheorie (Zusammen mit Matías Martínez). München: Beck 2010. ISBN 978-3-406-60829-2.
- Berthold Auerbach. Ein Autor im Kontext des 19. Jahrhunderts (Zusammen mit Christof Hamann). Trier: WVT 2013. ISBN 978-3-86821-476-5.
- Schnitzler Handbuch. Leben-Werk-Wirkung (Zusammen mit Christoph Jürgensen und Wolfgang Lukas). Stuttgart, Weimar: Metzler 2014. ISBN 978-3-476-02448-0; 2. aktualisierte. und erweiterte Auflage 2022. ISBN 978-3-476-05918-5.
- Textschicksale. Das Werk Arthur Schnitzlers im Kontext der Moderne (Zusammen mit Wolfgang Lukas). Berlin / Boston: de Gruyter 2017. ISBN 978-3-05-006470-3.
- Lektüren. Positionen zeitgenössischer Philologie (Zusammen mit Luisa Banki). Trier: WVT 2017. ISBN 978-3-86821-716-2.
- Eduard von Keyserling und die Klassische Moderne (Zusammen mit Christoph Jürgensen). Stuttgart: Metzler 2020. ISBN 978-3-476-04891-2.
- Zukunft erzählen. Diegesis 9, H. 1, 2020 (Zusammen mit Dominik Orth und Wolf Christoph Seifert) (Digitalisat).
- Postfaktisches Erzählen? Post-Truth – Fake News – Narration (Zusammen mit Antonius Weixler, Matei Chihaia, Matías Martínez, Katharina Rennhak, Roy Sommer). Berlin / Boston: de Gruyter 2021. ISBN 978-3-11-069273-0.
- Günter Grass Handbuch (zusammen mit Christoph Jürgensen unter Mitarbeit von Dieter Stolz). Berlin / Boston: de Gruyter 2025, ISBN 978-3-11-075529-9.

### Herausgaben und Editionen
- Arthur Schnitzler: Reigen. Zehn Dialoge. Mit Anmerkungen und Nachwort. Stuttgart: Reclam-Verlag 2002. ISBN 978-3-15-018158-4.
- Arthur Schnitzler: Liebelei. Schauspiel in drei Akten. Mit Anmerkungen und Nachwort. Stuttgart: Reclam-Verlag 2002. ISBN 978-3-15-018158-4.
- Arthur Schnitzler: Traumnovelle. Mit Anmerkungen und Nachwort. Stuttgart: Reclam-Verlag 2002. ISBN 978-3-15-018455-4.
- Arthur Schnitzler: Die großen Erzählungen. Mit Anmerkungen und Nachwort. Stuttgart: Reclam-Verlag 2006 ISBN 978-3-15-050051-4 (Neuaufl. als Reclam Taschenbuch 2012).
- Arthur Schnitzler: Anatol. Anatols Größenwahn. Mit Anmerkungen und Nachwort. Stuttgart: Reclam-Verlag 2017. ISBN 978-3-15-008399-4.
- Arthur Schnitzler: Der grüne Kakadu. Mit Anmerkungen und Nachwort. Stuttgart: Reclam-Verlag 2017. ISBN 978-3-15-019323-5.
- Stefan Zweig: Die großen Erzählungen. Mit Anmerkungen und Nachwort. Stuttgart: Reclam 2013. ISBN 978-3-15-020277-7.
- Stefan Zweig: Angst. Mit Anmerkungen und Nachwort. Stuttgart: Reclam-Verlag 2013.
- Stefan Zweig: Der Amokläufer. Mit Anmerkungen und Nachwort. Stuttgart: Reclam-Verlag 2018. ISBN 978-3-15-019556-7.
- Stefan Zweig: Brennendes Geheimnis. Mit Anmerkungen und Nachwort. Stuttgart: Reclam-Verlag 2020. ISBN 978-3-15-014020-8.
- Stefan Zweig: Vierundzwanzig Stunden aus dem Leben einer Frau. Mit Anmerkungen und Nachwort. Stuttgart: Reclam-Verlag 2021. ISBN 978-3-15-014177-9.
- Kurzprosa um 1900. Mit Anmerkungen, bio-bibliographischen Angaben zu den Autorinnen und Autoren sowie Nachwort. Stuttgart: Reclam Verlag 2023. ISBN 978-3-15-014366-7.

### Herausgaben und Übersetzungen
- Honoré de Balzac: Eugénie Grandet. Mit Anmerkungen und Nachwort. Stuttgart: Reclam 1986. ISBN 978-3-15-002108-8.
- Honoré de Balzac: Das Chagrinleder. Mit Anmerkungen und Nachwort. Stuttgart: Reclam 2013. ISBN 978-3-15-019093-7.

### Digitale historisch-kritische Edition
- Arthur Schnitzler: Fräulein Else (Zusammen mit Wolfgang Lukas, Christian Belz, Kristina Fink, Vivien Friedrich, Kathrin Nühlen, Giulia Speciale, Jonas Wolf). 2018ff. (www.schnitzler-edition.net).
- Arthur Schnitzler: Doktor Gräsler, Badearzt (Zusammen mit Wolfgang Lukas, Christian Belz, Kristina Fink, Dana Machwitz, Kathrin Nühlen, Giulia Speciale, Jonas Wolf). 2019ff. (www.schnitzler-edition.net).
- Arthur Schnitzler: Komödie der Verführung (Zusammen mit Wolfgang Lukas, Christian Belz, Kristina Fink, Dana Machwitz, Kathrin Nühlen, Giulia Speciale, Jonas Wolf). 2020ff. (www.schnitzler-edition.net).
- Arthur Schnitzler: "Ich".- (Zusammen mit Kristina Fink, Wolfgang Lukas, Dana Machwitz, Kathrin Nühlen, Anna Schittek, Giulia Speciale, Olivia Varwig). Wuppertal 2024ff. (www.schnitzler-edition.net).

### Festschrift
- Erzählte Moderne. Fiktionale Welten in den 1920er Jahren. Für Michael Scheffel zum 60. Geburtstag. Herausgegeben von Andreas Blödorn, Christof Hamann und Christoph Jürgensen. Göttingen: Wallstein Verlag 2018. ISBN 978-3-8353-3185-3.